# Olallo Morales
Olallo Juan Magnus Morales, född 15 oktober 1874 i Almería, död 29 april 1957 i Leksand, var en svensk tonsättare, dirigent och musikskriftställare av spansk härkomst. Från 1902 var han gift med Clary Morales och far till Christer Morales och Mona Morales-Schildt. Han var bror till pianisten Zelmica Morales-Asplund och till grosshandlaren Juan Magnus Morales.

## Biografi
Morales kom som 7-årig till Sverige och studerade vid Stockholms Musikkonservatorium från 1891. Han avlade organist-, kantors- och musiklärarexamen 1899 och studerade sedan vidare för Wilhelm Stenhammar, Heinrich Urban, Teresa Carreño och Hans Pfitzner. Han verkade 1901–1909 i Göteborg dels som musikkritiker, dels som 2:e kapellmästare vid Orkesterföreningen (1905–1909). Från 1909 var Morales bosatt i Stockholm.
Han var kapellmästare vid Göteborgs symfoniorkester 1911–1918, musikkritiker i Svenska Dagbladet 1911–1918 och lärare vid Musikkonservatoriet i Stockholm 1917–1939. Han blev ledamot av Kungliga Musikaliska Akademien 1910, professor 1921 och belönades med Litteris et Artibus 1940. Han var Kungliga Musikaliska Akademiens sekreterare 1918–1940.
1918 blev Morales inspektör för landets statsunderstödda orkestrar och från 1932 för Musikhistoriska museet, från 1933 Musikaliska konstföreningens ordförande. 1912–33 var han dess sekreterare. Som tonsättare komponerade Morales i en blandning av nordisk och spansk stil, med drag av fransk impressionism. Han utgav 1921 tillsammans med Tobias Norlind Musikaliska akademin 1771–1921 och 1932 Musikaliska akademin 1921–31.
Han undervisade bland andra Lars-Erik Larsson.

## Verk
- Baletten Camachos bröllop, 1944
- Symfoni i g-moll, 1901
- Violinkonsert i d-moll, 1943
- Sommarmusik, 1948
- Pianokompositioner, körverk och sånger

### Uppslagsverk
- Sohlmans musiklexikon